# Największa siekiera na świecie
Największa siekiera na świecie – rzeźba plenerowa w kształcie siekiery, znajdująca się w kanadyjskim mieście Nackawic w prowincji Nowy Brunszwik.

## Galeria

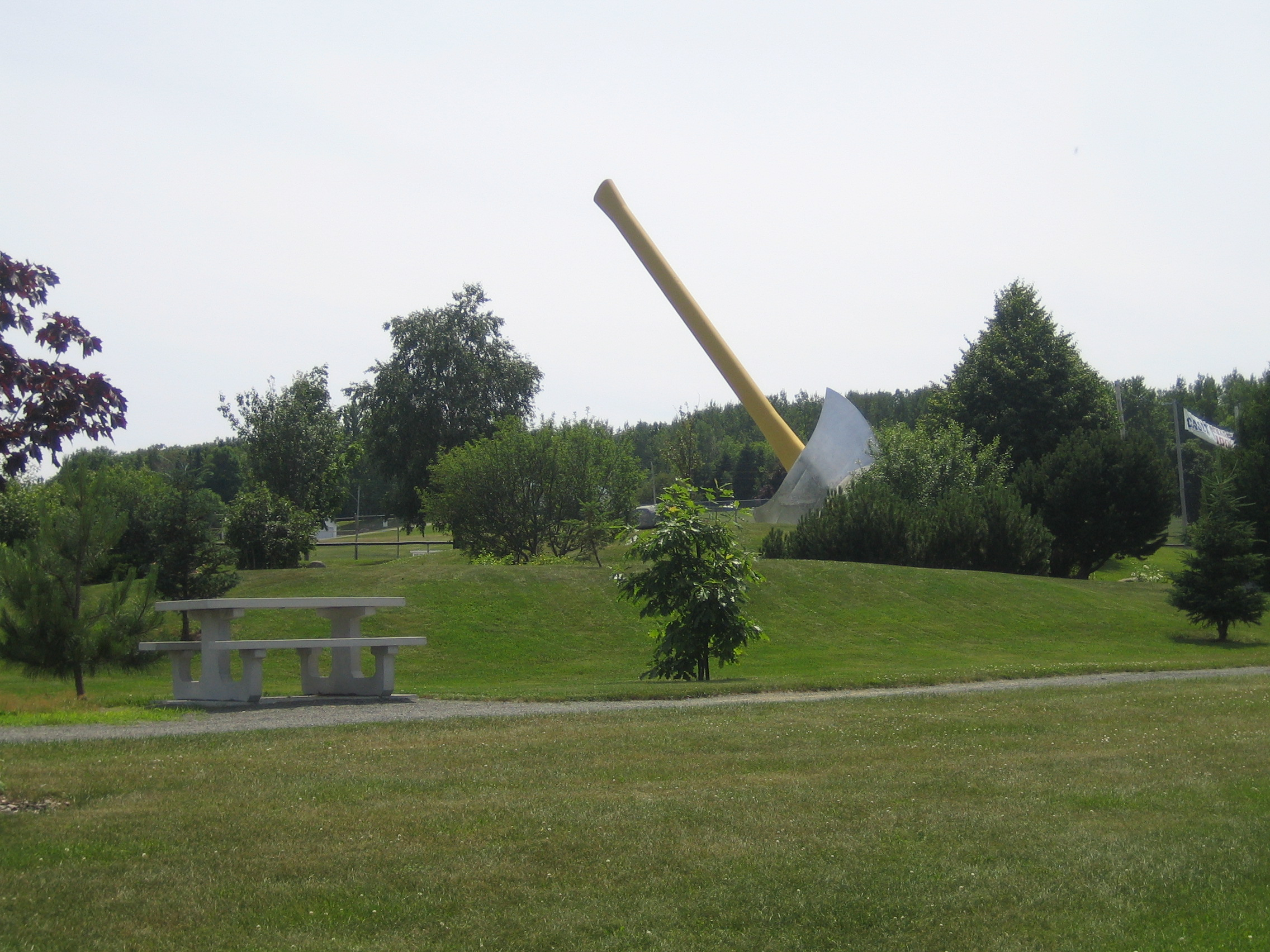
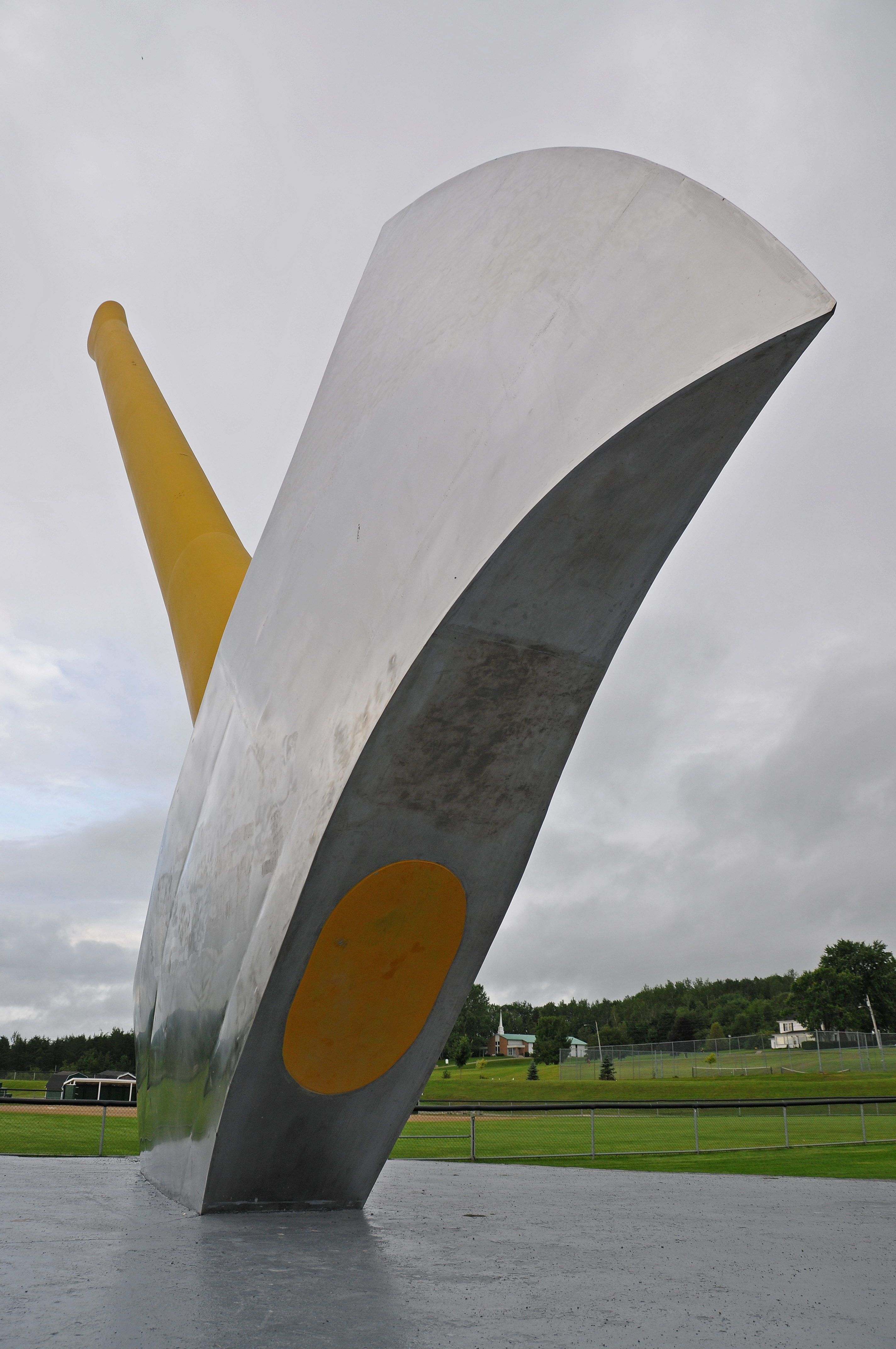
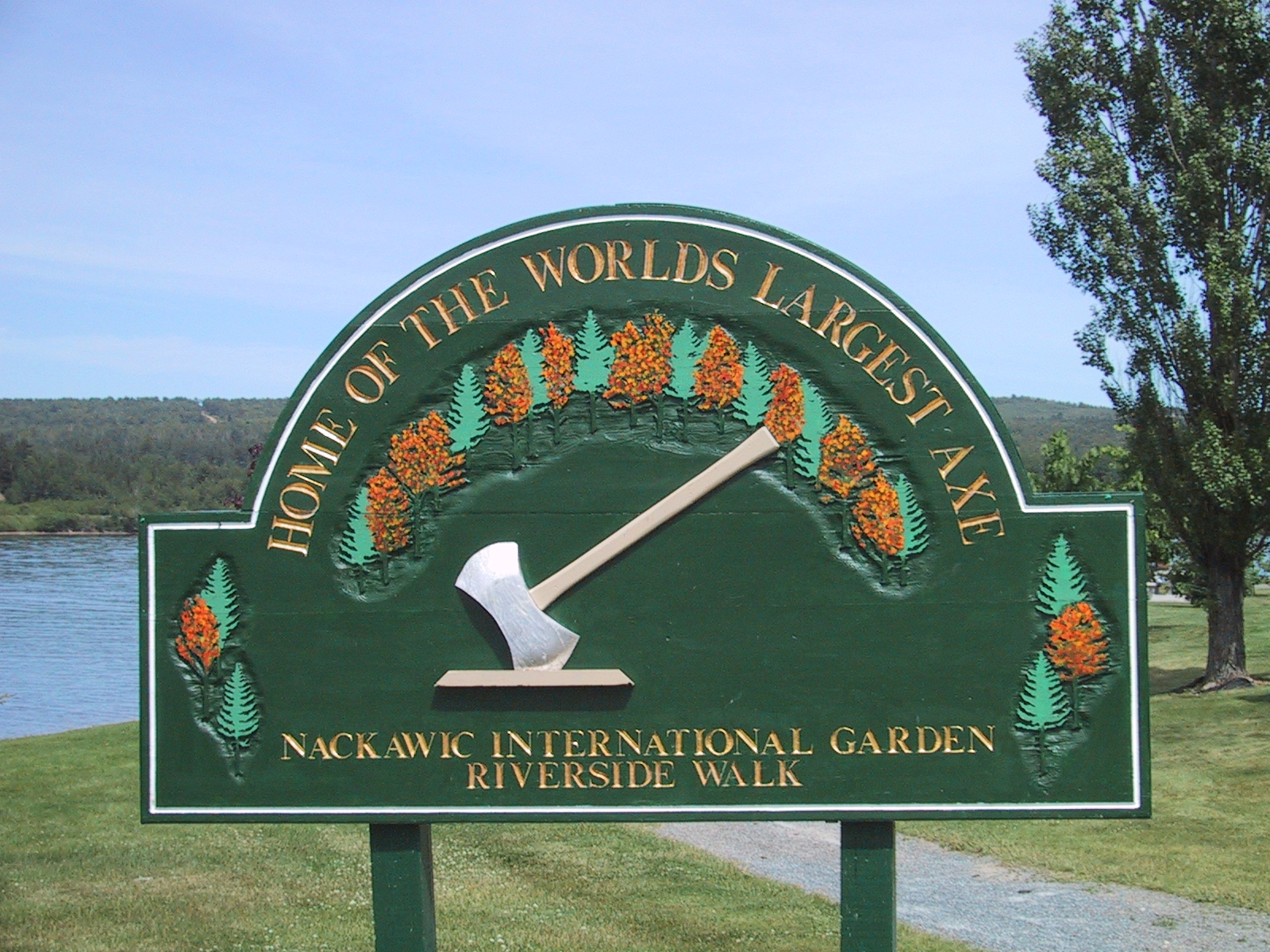

## Historia
Największa siekiera na świecie została oddana do użytku w 1991 roku, kiedy Nackawic zostało nazwane stolicą kanadyjskiego leśnictwa. W celu wspierania lokalnego biznesu w Nowym Brunszwiku siekiera została zaprojektowana i zbudowana przez firmę zlokalizowaną w Woodstock, po czym przeniesiono ją nad rzekę Saint John w Nackawic.

## Opis
Największa siekiera na świecie mierzy 15 metrów wysokości, 7 metrów szerokości i waży 55 ton. Składa się z masywnego obucha ze stali nierdzewnej, drewnianego trzonka i betonowej podstawy, imitującej pień drzewa. Ogromny „pień”, który ma średnicę 10 metrów, pełni jednocześnie funkcję sceny dla spotkań na świeżym powietrzu lokalnej społeczności. W obuchu znajduje się kapsuła czasu.